# 石文镇
石文镇，是中华人民共和国辽宁省抚顺市抚顺县下辖的一个乡镇级行政单位。

## 行政区划
石文镇下辖以下地区：
石文社区、栗子村、大石村、瓦房村、苏子村、英守村、三家子村、官山村、连刀外村、养树村、毛公村、景家村、八家子村、大堡村、阁老村和石文村。